# Bouse, Arizona
Bouse, Arizona (енгл. Bouse) насељено је место без административног статуса у америчкој савезној држави Аризона.

## Демографија
По попису из 2010. године број становника је 996, што је 381 (62,0%) становника више него 2000. године.
| Група             | 2000.       | 2010.       |
| Белци             | 567 (92,2%) | 908 (91,2%) |
| Афроамериканци    | 2 (0,3%)    | 0 (0,0%)    |
| Азијати           | 1 (0,2%)    | 3 (0,3%)    |
| Хиспаноамериканци | 28 (4,6%)   | 39 (3,9%)   |
| Укупно            | 615         | 996         |